# Panama na Letnich Igrzyskach Olimpijskich 1928
Panamę na Letnich Igrzyskach Olimpijskich 1928 reprezentował jeden zawodnik. Był to pierwszy start reprezentacji Panamy na Letnich Igrzyskach Olimpijskich.

## Skład kadry

### Pływanie
Mężczyźni
- Adán Gordón

100 metrów st. dowolnym - odpadł w eliminacjach
400 metrów st. dowolnym - odpadł w eliminacjach